# Попов, Владимир Евгениевич
Влади́мир Евге́ниевич Попо́в (1849, Кунгур, Российская империя — 21 июня 1932, Рига) — русский писатель, сын священника и богослова Евгения Алексеевича Попова, инспектор народных училищ Екатеринбургского уезда Пермской губернии.
Высшее образование получил в Санкт-Петербургской духовной академии (1873?).